# Misosoep

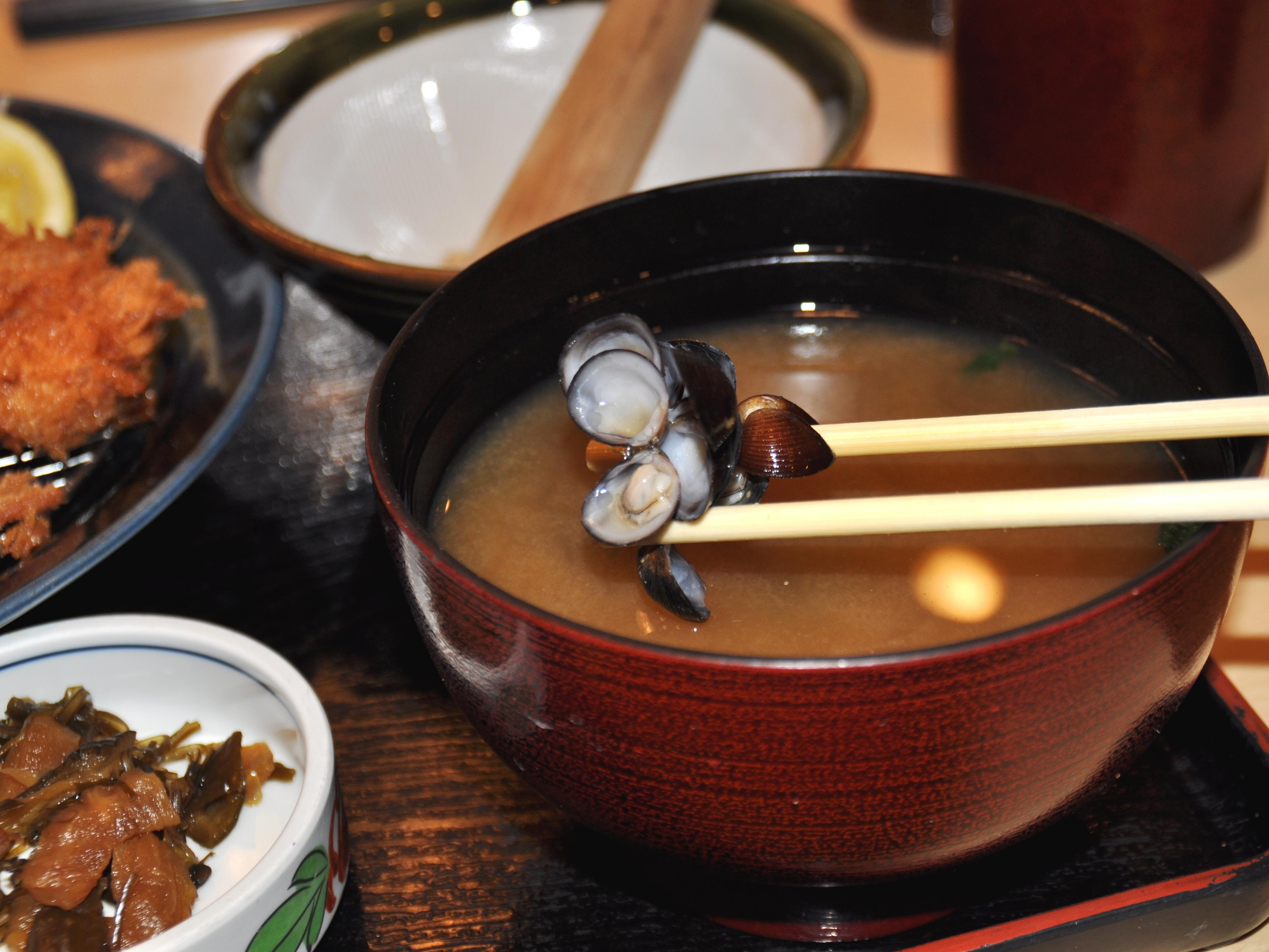
Misosoep met zwarte schelpdieren (Villorita cyprinoides) in een restaurant in Tokio

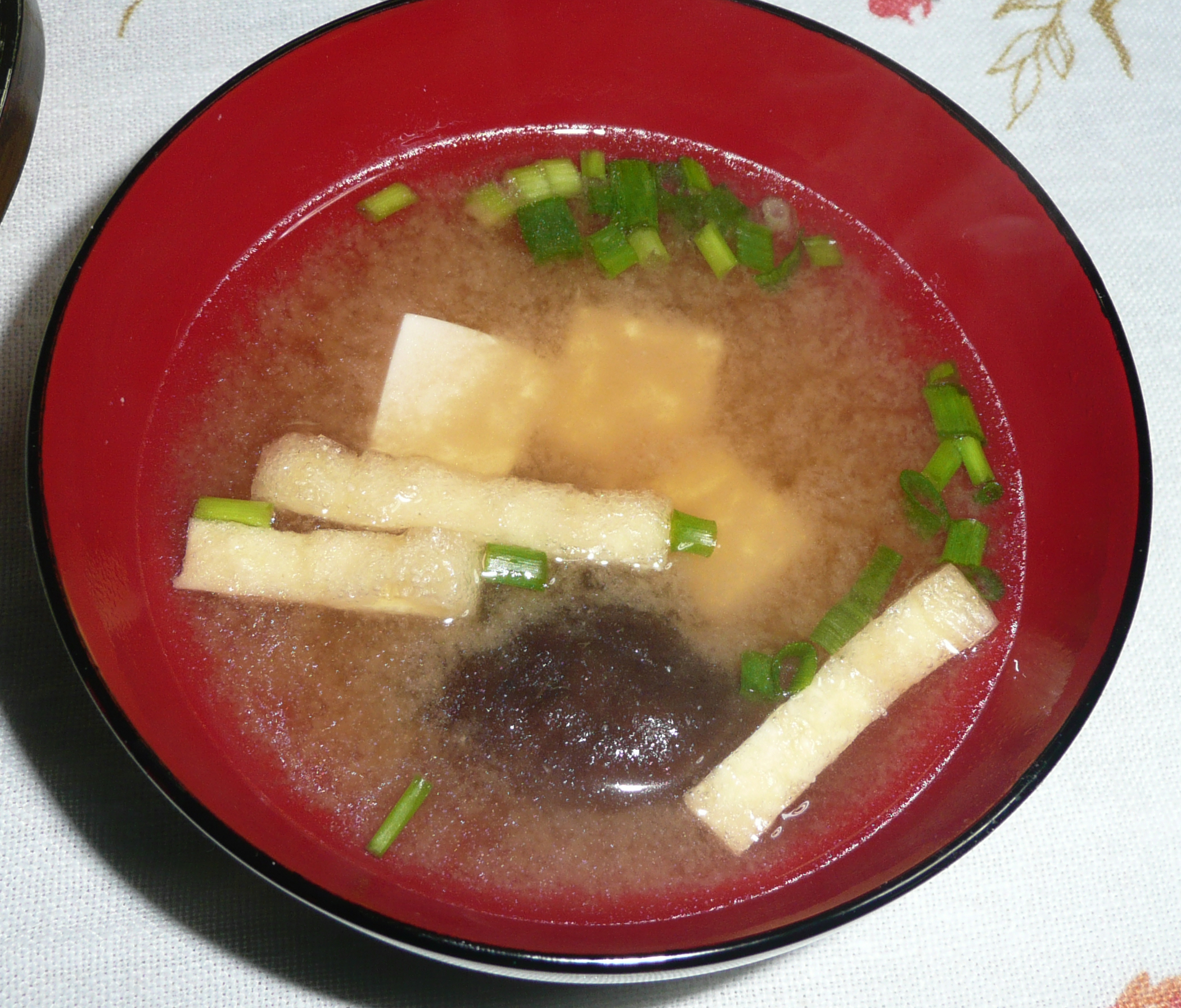
Misosoep met tofoe en champignons, als onderdeel van een meergangendiner

Misosoep (Japans: 味噌汁 misoshiru) is een veelvoorkomend gerecht uit de Japanse keuken. De belangrijkste smaakgevende ingrediënten zijn dashi (bouillon) en miso (sojabonenpasta). Andere vaste bestanddelen van deze soep zijn kleine stukken tofoe, wakame (dunne groene zeewieren) en stengelui. Afhankelijk van het jaargetijde kunnen de ingrediënten wisselen, waardoor er ook vaak champignons en shiitakes in misosoep te vinden zijn.
Misosoep is een van de twee basissoepen uit de Japanse keuken. De andere is suimono, een heldere soep. Stoofpot wordt in Japan als nabemono aangeduid.

## Plaats in de Japanse keuken
Misosoep kan als voorgerecht of als onderdeel van het hoofdgerecht geserveerd worden. In Japan is het echter ook gebruikelijk misosoep samen met rijst te nuttigen als ontbijt. Niettemin consumeert tegenwoordig een groeiend, maar nog altijd gering deel van de Japanners een Westers georiënteerd ontbijt.
Met nieuwjaar wordt misosoep vaak door de toevoeging van mochi (een rijstgerecht) verfijnd. De mochi wordt zacht door deze in de soep mee te koken.
Misosoep wordt in Japan meestal met eetstokjes en maar zelden met een lepel gegeten. De vaste bestanddelen worden met het stokje gegeten en de soep wordt uit de kom gedronken.

## Bereiding
De miso wordt doorgeroerd in de dashi tot de soep de gewenste smaak verkregen heeft. Om smaakverlies te vermijden mag de soep daarna niet opnieuw gekookt worden. In veel Aziatische winkels is misosoep te koop als instantpoeder of als lichte dan wel donkere pasta voor een kruidige tot bittere smaak. Dit is echter niet de oorspronkelijke bereidingswijze van misosoep.